# Stile antico

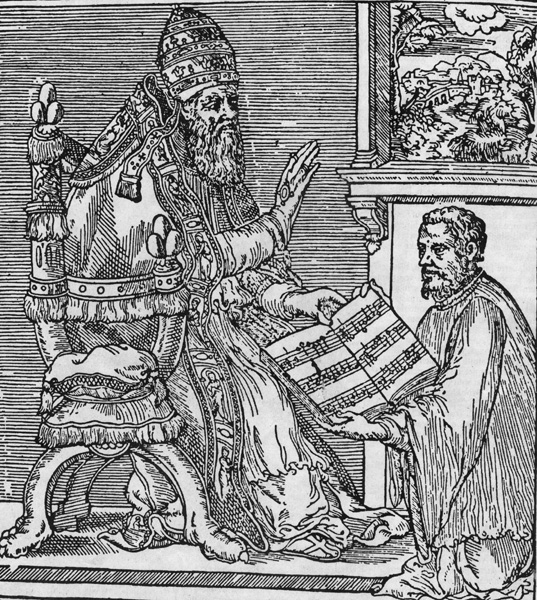
Palestrina és el referent del stile antico. Portada d'una obra de Palestrina que la presenta al Papa Juli III.

El stile antico (en català "estil antic"), és un terme italià que descriu una manera de compondre música a partir del segle xvi cap endavant amb una consciència històrica, i s'oposava al stile moderno, el qual seguia les tendències més actuals de l'època. Ha estat associat amb compositors de finals del barroc i el classicisme musical, en la que els compositors feien servir la dissonància controlada i efectes modals i evitaven textures instrumentals obertes i esplèndides ornamentacions, per a imitar l'estil musical del Renaixement tardà. Es considerava que el stile antico era molt apropiat en la música d'església més conservadora; o és molt present en els exercicis de composició de J. J. Fux, Gradus Ad Parnassum (1725), un llibre clàssic sobre l'escriptura en un contrapunt rigorós. Molta de la música de Palestrina està associada amb aquest estil i serveix de model.
En el barroc primerenc, Claudio Monteverdi i el seu germà, Giulio Cesare Monteverdi, va descriure el terme prima pratica per referir-se a l'estil més antic de Palestrina, i seconda pratica per referir-se a la música de Monteverdi.
Els grans compositors del barroc tardà van escriure composicions en aquest estil, especialment Bach. La seva Missa en si menor té les seccions escrites en stile antico que contrasten amb modismes més propis del barroc. Compositors del classicisme com Haydn i Mozart també va utilitzar el stile antico. Beethoven, en la Missa Solemnis, és una mostra tardana d'aquest estil; Beethoven es basà en la manera de compondre de Palestrina, .